# Рыбак, Владимир Васильевич
Владимир Васильевич Рыбак (укр. Володимир Васильович Рибак; род. 3 октября 1946, Сталино, Украинская ССР, СССР) — украинский государственный и политический деятель. Председатель Верховной Рады Украины (2012—2014), вице-премьер-министр Украины (2007), министр по вопросам жилищно-коммунального хозяйства Украины (2006—2007), народный депутат Украины III, IV, V, VI, VII созывов. Городской голова Донецка (1993—2002).
Один из основателей «Партии регионов». Входил в руководство партии на разных должностях.

## Биография

### Ранние годы
Родился 3 октября 1946 года в Сталино (ныне — Донецк). В 1961—1965 годах учился в Ясиноватском строительном техникуме транспортного строительства. С февраля 1966 года по июнь 1968 года — служба в Советской армии, в/ч 44096 Московского военного округа. После демобилизации учился в Донецком государственном университете по специальности «экономика», «Планирование промышленности». Доктор экономических наук.

### Трудовая деятельность
С августа 1968 года по июль 1972 года — мастер Донецкого строительного управления № 565. Июль 1972 года — декабрь 1975 года — начальник производственно-технического отдела стройуправления № 8. С декабря 1975 по январь 1976 — главный инженер СУ № 8. Январь — июль 1976 года — главный инженер строительного управления № 5 треста «Сантехэллектромонтаж». С июля по сентябрь 1976 года — С июля по сентябрь 1976 года — заместитель начальника планово-производственного отдела спецколонны № 2, Донецкий облмежколхозстрой.

### Политическая деятельность
С сентября 1976 по август 1980 — председатель партийной комиссии Киевского районного в городе Донецке комитета Коммунистической партии Украины. С сентября 1980 по август 1982 — слушатель Высшей партийной школы при ЦК КП Украины. С августа 1982 по октябрь 1983 — инструктор отдела организационно-партийной работы Донецкого обкома партии.  С октября 1983 по сентябрь 1988 — секретарь Киевского районного в городе Донецке комитета Компартии. С сентября 1988 до ноября 1992 — председатель Киевского районного совета и районного исполнительного комитета города Донецка.
С ноября 1992 по сентябрь 1993 — первый заместитель председателя исполкома Донецкого городского совета народных депутатов. С сентября 1993 года — председатель исполкома Донецкого горсовета народных депутатов, городской голова Донецка. Был заместителем председателя Донецкого областного совета (с августа 1994). Член Координационного совета по вопросам местного самоуправления (сентябрь 1998 — декабрь 2000); член Межведомственной комиссии по вопросам местного самоуправления при Кабинете министров Украины (с июля 1998); член Национального совета по согласованию деятельности общегосударственных и региональных органов и местного самоуправления (с декабря 2000).
В 1997 году, совестно с Николаем Азаровым и Ефимом Звягильским, основал «Партию регионального возрождения Украины» (будущую «Партию регионов») и стал первым её председателем.
В марте 1998 года избран народным депутатом Украины III созыва от «Партии регионального возрождения» по избирательному округу № 45 в Донецкой области (получил поддержку 43,5 % пришедших на выборы избирателей). В Верховной Раде вошёл во фракцию «Народно-демократической партии», член группы «Возрождение Украины» (руководитель — февраль 1999 — февраль 2000; уполномоченный представитель — февраль 2000 — март 2001). С марта 2001 года — председатель депутатской группы, а впоследствии фракции «Регионы Украины». Первый заместитель главы парламентского Комитета по вопросам государственного строительства, местного самоуправления и деятельности советов (июль 1998 — февраль 2000), первый заместитель председателя Комитета по вопросам государственного строительства и местного самоуправления (с февраля 2000). До 2002 года также совмещал парламентскую деятельность с постом мэра Донецка.
В 2001 году защитил диссертацию на тему «Регулирование процессов рыночной трансформации системы доходов местного самоуправления».
В 2002 году вновь избран народным депутатом IV созыва от блока «За единую Украину!» (в который вошла «Партия регионов») по избирательному округу № 45 в Донецкой области (по которому избирался в парламент и в 1998 году), получив 63,22 % избирателей, принявших участие в голосовании. Член фракции «Единая Украина» (май — июнь 2002), фракции «Регионы Украины» (с июня 2002). Член Комитета по иностранным делам (с июня 2002). Член Постоянной делегации Украины в ПАСЕ (с июня 2002). Представитель Кабинета министров в Верховной Раде (июль 2002 — февраль 2005).

На президентских выборах 2004 года — доверенное лицо кандидата Виктора Януковича.
В 2006 году избран народным депутатом V созыва от «Партии регионов», № 13 в списке. Заместитель председателя фракции «Партии регионов». Председатель Комитета по вопросам государственного строительства, региональной политики и местного самоуправления (с июля 2006). Сложил депутатские полномочия 12 сентября 2006 года.
4 августа 2006 года назначен на пост министра архитектуры и строительства Украины в правительстве Виктора Януковича. 21 марта того же года уволен с занимаемой должности и назначен вице-премьер-министром. Впоследствии вспоминал, что изучать украинский язык в то время его сподвиг именно Янукович:
Так случилось, что я работал в правительстве, а Виктор Фёдорович работал премьер-министром. Я пришёл к нему, а он говорит: „Учи язык, ты на государственной службе".
В 2007 году избран народным депутатом VI созыва от «Партии регионов», № 13 в списке. 19 декабря 2007 года уволен с занимаемой должности. Заместитель председателя фракции «Партии регионов». Председатель Комитета по вопросам строительства, градостроительства, жилищно-коммунального хозяйства и региональной политики (с декабря 2007).
В 2012 году избран народным депутатом VII созыва от «Партии регионов», № 10 в списке. 13 декабря 2012 года назначен на пост председателя Верховной Рады Украины. 22 февраля 2014 года, в разгар противостояния, подал в отставку. В тот же день президент Виктор Янукович в своём интервью заявил, что Владимир Рыбак 21 февраля был избит сторонниками «Евромайдана», а его автомобиль был обстрелян. Сам Рыбак на следующий день опроверг эту информацию, назвав её «абсурдом и выдумками».
После бегства Януковича в 2014 году, по собственным словам, ушёл «на политическую пенсию».

## Награды
- Орден князя Ярослава Мудрого IV степени (23 августа 2011 года)[6] — за значительный личный вклад в становление независимости Украины, утверждение ее суверенитета и международного авторитета, заслуги в государствообразующей, социально-экономической, научно-технической, культурно-образовательной деятельности, добросовестное и безупречное служение Украинскому народу.
- Орден князя Ярослава Мудрого V степени (2 октября 2006 года)[7] — за выдающийся личный вклад в государственное строительство, многолетний плодотворный труд и высокий профессионализм.
- Орден «За заслуги» I степени (3 июля 2002 года)[8] — за весомый личный вклад в социально-экономический и культурное развитие региона, высокий профессионализм и по случаю 70-летия образования Донецкой области.
- Орден «За заслуги» II степени (9 октября 2000 года)[9] — за весомые достижения в профессиональной деятельности, многолетний добросовестный труд.
- Орден «За заслуги» III степени (27 июня 1997 года)[10] — за активное участие в становлении местного самоуправления, обеспечении социально-экономического развития городов.
- Заслуженный строитель Украины (14 ноября 1995 года)[11] — за весомый личный вклад в развитие городского хозяйства, организацию строительства объектов социально-культурного и гражданского назначения.
- Почётная грамота Кабинета министров Украины (октябрь 2001 года).
- Почётный гражданин Донецка (2002).
- Медаль «За укрепление парламентского сотрудничества» (28 ноября 2013 года, Межпарламентская ассамблея СНГ) — за особый вклад в развитие парламентаризма, укрепление демократии, обеспечение прав и свобод граждан в государствах — участниках Содружества Независимых Государств[12]